# 刘学煌
刘学煌（1998年9月1日—），常用游戏ID虔诚（QianC），前《王者荣耀》电子竞技职业选手，曾效力于RNGM电子竞技俱乐部，位置为打野、射手（发育路）。在役期间曾获得两次KPL常规赛MVP，一次KPL春季赛亚军。

## 经历

### 早年生活
刘学煌成长于江西省赣州市，少年时，刘学煌接触到《英雄联盟》，主玩下路位置，曾用业余时间参加当地举办的英雄联盟网吧联赛并获得冠军。
初中毕业后，刘学煌考上一所普通高中，而后又从高中退学，进入家乡的一所卫校读医学影像专业。就读卫校期间，因为不方便用电脑，刘学煌开始玩手机游戏。2015年，刘学煌接触到《王者荣耀》，几个月后打到了所在区的第一名。2016年，刘学煌和几个朋友组队参加了武汉举办的王者荣耀城市赛并夺冠，这激起了他想要打职业的念头。临毕业前一个月，刘学煌成功通过Mu战队的试训，开始了职业生涯。

### 职业生涯
到Mu俱乐部后，刘学煌与夏圣钦等选手组成MU战队参加第二届KPL预选赛，使用的ID虔诚来自家乡赣州的别称“虔城”。在俱乐部，刘学煌的工资是上海市最低工资2190元，且存在欠薪问题，需要靠在网上做代练维持生活。2016年春季赛预选赛失利后，MU战队解散，刘学煌与俱乐部三队TKG的四名队友离开Mu俱乐部，组建WJY战队（WJY为“五基友”的缩写）参加次级联赛，先后使用过Lxh和Rouse两个英文ID。
2017年3月，RNG电子竞技俱乐部成立王者荣耀分部，WJY战队被RNG收购。同年KPL秋季赛预选赛中，WJY战队以双败淘汰赛的胜者组冠军身份进入KPL，改名为RNG.M（2021年6月冠名为上海RNG.M）。2017年9月21日，刘学煌首次登上KPL舞台。秋季赛中，RNG.M以8胜8负的成绩晋级季后赛，在季后赛第二轮负于JC。
2018年KPL春季赛，刘学煌从射手转型为打野。RNG.M在常规赛创造了连胜24小局的KPL历史记录。刘学煌的分局经济、场均击杀均位列所有选手第一，获评为KPL历史上第一位常规赛MVP。但由于季后赛版本更迭，RNG.M在季后赛遭遇两连败，止步六强。
2018年KPL秋季赛，RNG.M最终在常规赛十一连胜位列东部赛区第二名。其中在10月18日对阵Hero久竞的比赛中，刘学煌使用英雄公孙离以少打多完成个人KPL生涯首个五杀，有媒体将其誉为“KPL史上最具含金量的五杀”。作为队伍C位的刘学煌获得22次局最佳选手，场均击杀、总击杀数、分均经济等数据均排名联盟第一，蝉联常规赛MVP并当选最佳打野。但在季后赛中，RNG.M不先后敌BA黑凤梨、EDG.M，再次遭遇“二轮游”。
2019年春季赛，刘学煌随RNG.M晋级季后赛总决赛。6月2日在西安大明宫国家遗址公园举行的决赛上，RNG.M对阵eStarPro，在RNG.M先胜一局的情况下，比赛在进行到第二局时受大风天气影响被迫中断。6月15日，比赛在西安曲江国际会展中心继续，RNG.M比分2比4负于eStarPro，获得亚军。同年的世界冠军杯半决赛，RNG.M再次以2-4不敌eStarPro。
2021年KPL春季赛，刘学煌重回射手位。3月11日，刘学煌达成KPL赛场生涯2000杀里程碑，成为KPL首位获此成就的选手。
2021年KPL秋季赛，刘学煌所在的上海RNG.M首次未晋级季后赛。
2023年1月12日，刘学煌正式退役。

### 赛场之外
作为KPL的明星选手，刘学煌曾与段奥娟合作拍摄音乐MV，还与倪大红共同主演KPL贺岁微电影《赢家》。2020年9月，刘学煌和其他四名选手被KPL联盟和中国文化娱乐行业协会任命为KPL联盟阳光自律大使。
退役后，刘学煌在斗鱼平台当游戏主播。

## 荣誉

### 团队荣誉
- 2019年KPL春季赛亚军（RNG.M）

### 个人荣誉
- 2018年KPL春季赛常规赛MVP
- 2018年KPL秋季赛常规赛MVP
- 2018年KPL年度最佳选手[9]